# Gymnothorax fimbriatus
Gymnothorax fimbriatus is een murene die voorkomt in de Grote en Indische Oceaan tot diepten van 45 meter. De soort kan een lengte bereiken van zo'n 80 cm.